# El Norra Alila
El Norra Alila — второй студийный альбом израильской ориентал-метал-группы Orphaned Land. Название альбома является комбинацией арабских и ивритских слов El Nor (рус. Бог света) и Ra Alila (рус. Дьявол ночи). Оно похоже на El Nora Alila — популярный сефардский пиют, исполняемый во время неила Йом-Киппура. Через десять лет, в 2006 году, альбом был переиздан с бонусными материалами: песня «Disciples of the Sacred Oath» и видеоклипы «Ornaments of Gold» и «The Evil Urge».

## Об альбоме
Второй альбом израильских первооткрывателей стиля ориентал-метал вышел два года спустя дебюта. В пресс-релизе на Irond Records говорится, что группа вышла на новый композиторский и исполнительский уровень. Обозреватели называют этот альбом даже «Шедевром на все времена». На своё 25-летие группа выпустила ремастированную версию альбома на лейбле Century Media Records, а также на всех цифровых платформах. В буклет CD-версии альбома было включено введение в ориентал-метал, написанное вокалистом группы Kobi Farhi.

## Список композиций
| №   | Название                         | Длительность |
| --- | -------------------------------- | ------------ |
| 1.  | «Find Your Self, Discover God»   | 6:15         |
| 2.  | «Like Fire to Water»             | 4:46         |
| 3.  | «The Truth Within»               | 4:34         |
| 4.  | «The Path Ahead»                 | 4:16         |
| 5.  | «A Neverending Way»              | 2:05         |
| 6.  | «Takasim»                        | 1:13         |
| 7.  | «Thee by the Father I Pray»      | 3:11         |
| 8.  | «Flawless Belief»                | 6:46         |
| 9.  | «Joy»                            | 0:42         |
| 10. | «Whisper My Name When You Dream» | 4:35         |
| 11. | «Shir Hama'alot»                 | 5:03         |
| 12. | «El Meod Na'ala»                 | 2:22         |
| 13. | «Of Temptation Born»             | 4:42         |
| 14. | «The Evil Urge»                  | 6:08         |
| 15. | «Shir Hashirim»                  | 1:59         |

## Над альбомом работали

### Участники группы
- Kobi Farhi — Vocals
- Yossi Sassi — Guitars (lead)
- Matti Svatizky — Guitars (rhythm)
- Uri Zelcha — Bass
- Sami Bachar — Drums

### Приглашённые музыканты
- Hadas Sasi — Vocals (female)
- Amira Salah — Vocals (female)
- Abraham Salman — Kannun
- Avi Agababa — Tambourine, Darbuka, Zil, Tar, Bendir, Dumbek
- Sivan Zelikoff — Violin
- Yariv Malka — Samples, Shofar
- Felix Mizrahi — Violin
- Avi Sharon — Oud, Vocals (backing)
- David Sasi — Vocals, Vocals (backing)

### Прочие
- Kobi Farhi — Producer, Mixing, Artwork, Photography
- Yossi Sassi — Producer, Mixing
- Udi Koomran — Engineering, Mixing, Mastering
- Ran Bagno — Mastering
- Ehud Graff — Artwork
- Adi Perry — Photography
- Yariv Malk. — Recording